# 八重山上布
八重山上布（やえやまじょうふ）は、沖縄県八重山列島の石垣島等で生産される上布と呼ばれる麻織物の一種である。1989年に伝統的工芸品に指定されている。

## 概要
イラクサ科の多年草である苧麻（ちょま。標準和名はカラムシ）を原料とし、茶色に発色するクール（紅露、ソメモノイモ）、黄色に発色するフクギ（福木）、藍色に発色するリュウキュウアイやタイワンコマツナギ等の染料で染める。発色を促し定着させるために、仕上げには海晒しが行われる。クールを用いて摺込捺染法で絣柄に染めた茶染の白絣が特に有名。

## 歴史
起源は明らかでないものの、李氏朝鮮の正史『朝鮮王朝実録』には、1477年に石垣島に漂着した朝鮮人の見聞録として、苧麻を織って藍染めした織物について記録されている。1500年のオヤケアカハチ戦争によって琉球王国による支配が確立すると、苧麻の布を王府に貢納するようになり、1615年頃には王府の命により那覇から茂樽（武樽とも）が織物の指導のために派遣されたという。
これらの織物が上布であったかは明らかでないが、1637年に先島諸島（宮古列島・八重山列島）で制度化された頭懸（ずがかり）と呼ばれる人頭税の貢納布の中に八重山上布が挙げられていることから、八重山上布はそれ以前から織られていたと考えられている。貢納された八重山上布は薩摩藩を通じて「薩摩上布」として全国に流通し、中でも茶絣は「薩摩白絣」、「錆絣」の名で知られた。
1903年に先島諸島の人頭税が廃止されると八重山上布は発展を遂げたが、第二次世界大戦により衰退した。しかし、近年、伝統技術の保護のために活動が行われている。